# Mỏ sắt Nà Rụa
Mỏ sắt Nà Rụa là mỏ sắt ở vùng đất phường Tân Giang và Hòa Chung thành phố Cao Bằng tỉnh Cao Bằng, Việt Nam.
Mỏ được phát hiện từ năm 1957 trong số các mỏ sắt Cao Bằng được ngành Địa chất Việt Nam điều tra với sự cố vấn của các chuyên gia Liên Xô. Tổng trữ lượng đã điều tra đạt hơn 16,7 triệu tấn quặng sắt. Từ năm 2017 khai thác mỏ bắt đầu thực hiện theo khai thác lộ thiên.
Sản lượng khai thác hiện đạt 350.000 tấn tinh quặng sắt/năm . Công ty CP Gang thép Cao Bằng nắm quyền khai thác và phát triển ngành gang thép Cao Bằng .
Luyện thép thực hiện tại Khu liên hợp sản xuất gang thép Cao Bằng, bắt đầu từ năm 2017 . Năm 2019 kế hoạch sản xuất gồm khai thác 78.000 tấn quặng sắt nguyên khai và sản xuất 220.000 tấn phôi thép kèm tiêu thụ.